# Guillaume du Merle seigneur de Noron
 (décembre 2016).
Pour les articles homonymes, voir Merle (homonymie).
Guillaume du Merle seigneur de Noron, est cité,
, 
parmi les chevaliers normands qui rejoignent en 1077 Robert Guiscard, duc de Calabre, lors de sa conquête de la Sicile musulmane. Il est en 1081 un des capitaines qui accompagnent Bohémond d’Antioche fils de Robert Guiscard lors du siège de Venise occupée par les Grecs, puis se trouve en 1085 parmi les proches qui entourent Robert Guiscard sur son lit de mort, alors qu’il les engage à poursuivre son œuvre de conquête. En décembre 1096 il est un des chefs des troupes normandes de 10 000 cavaliers et 30 000 fantassins qui rejoignent les autres armées croisées en mai 1097 à Constantinople et participent peu après au siège de Nicée, puis en 1098 à la prise d’Antioche et en 1099 à la conquête de Jérusalem.